# Donny Rijnink
Donny Rijnink (Amsterdam, 14 april 1990) is een Nederlands voormalig voetballer die doorgaans speelde als centrale verdediger. Tussen 2009 en 2024 was hij actief voor Almere City, Telstar, VV Katwijk, Ajax zaterdag, ADO '20 en HBOK.

## Clubcarrière
Rijnink kwam al op vroege leeftijd in de jeugdopleiding terecht van FC Omniworld (tegenwoordig Almere City). Voor die club debuteerde hij ook, toen hij op 28 augustus 2009 in de basis mocht beginnen in een met 4–0 verloren duel tegen De Graafschap. Dat seizoen speelde hij acht duels. Het seizoen erna brak hij echt door en hij mocht 22 duels spelen en tegen RBC Roosendaal scoorde hij zelfs. Nadat zijn contract afgelopen was, stapte hij over naar Telstar. Voor die club speelde hij voor het eerst mee op 17 oktober 2011, toen er met 2-5 werd gewonnen op bezoek bij Fortuna Sittard.
Na het aflopen van zijn verbintenis bij Telstar, in de zomer van 2013, ondertekende Rijnink een contract bij VV Katwijk. Twee jaar later werd Ajax zaterdag zijn nieuwe club. Rijnink verhuisde in 2016 naar ADO '20. Na vier jaar werd HBOK zijn nieuwe club. Rijnink besloot in de zomer van 2024 op vierendertigjarige leeftijd een punt achter zijn actieve loopbaan te zetten.